# 마쓰오카 하야토
마쓰오카 하야토(일본어: 松岡 颯人, 2005년 4월 14일~)는 일본의 축구 선수이다.

## 구단 경력
그는 2022년 J2리그의 오이타 트리니타에 입단했다.